# Hans Wolf
Hans Wolf (ur. 18 maja 1902 w Rückersbühl, zm. 19 listopada 1948 w Landsberg am Lech) – kapo w obozie koncentracyjnym Buchenwald i zbrodniarz wojenny. 
Więzień kryminalny w obozie Buchenwald w okresie od końca 1942 do kwietnia 1945. W latach 1943–1944 pełnił funkcję kapo przy komandzie więźniów zajmującym się robotami kolejowymi. Następnie Wolf od maja 1944 do 12 kwietnia 1945 piastował stanowisko starszego obozu w podobozie KL Buchenwald - Röhmsdorf/Gleina. Tak znęcał się nad więźniami, iż wielu z nich stało się kalekami, a niektórych doprowadził do śmierci.
Skazany po zakończeniu wojny przez amerykański Trybunał Wojskowy w Dachau podczas procesu załogi Buchenwaldu na śmierć. Wyrok wykonano przez powieszenie w więzieniu Landsberg.